# 청라교통
청라교통(靑羅交通)은 인천광역시의 시내버스 기업으로, 강인여객의 계열사이다.

## 보유 노선 목록

### 간선버스
- ● 112번: 십정동 강인여객 - 인천세무고(상정고교) - 부평역 - 부평시장역 - 원적산 터널 입구 - 송림동 이마트 - 솔빛마을 주공아파트 - 동인천역 - 숭의로터리 - 인하대학교 - 인하대역 - 학익역 - 옥련여고 - 송도고 - 송도역 - 청학동 - 가천대메디컬캠퍼스 - 연수구청 - 동막역 - 연수구 동춘동(종점)

### 공항좌석버스
- ● 306번: 왕산해수욕장 - 을왕리 - 선녀바위 - 용유초등학교 - 나룻개 - 무의도 입구 - 인천국제공항(제1여객터미널) - 인천국제공항고속도로 (영종대교 - 북인천 나들목) - 청라국제도시 - 북항사거리 - 동인천역 - 인천의료원 - 십정동 강인여객
- ● 307번: 인천국제공항(제2여객터미널) - 삼목선착장 - 운서역 - 금호어울림 1차 - 영종동 주민센터 - 영종하늘도시 - 인천국제공항고속도로 (금산 나들목 - 영종대교 - 북인천 나들목) - 청라국제도시 - 북항사거리 - 동인천역 - 인천역 - 신포동 - 인천의료원 - 십정동 강인여객
- ● 308번: 김포북변환승센터 - 유현사거리 - 원당사거리 - 백석동 - 검암역입구 - 경서동 - 서부공단 - 인천국제공항고속도로 (북인천 나들목 - 영종대교) - 인천국제공항(제1여객터미널, 제2여객터미널)

## 보유 차량
- 뉴 슈퍼 에어로시티
- 현대 유니시티
- 유니버스 프라임